# Церква Покрови в Переяславі (Шевченко)
Це́рква Покро́ви в Перея́славі — малюнок Покровської церкви в Переяславі роботи Шевченка з альбому 1845 року (аркуш 6), виконаний у 1845 році. Зліва внизу чорнилом напис рукою Шевченка: въ ПереяславЂ, нижче олівцем: церковь Покрова построена 1709[полковникомъ Мировичемъ]. На звороті справа внизу олівцем напис: Cerkiéw fundowana przez półkownika Mirowicza. 1709.
Дата, вказана в шевченківському написі, визначає рік закінчення побудови церкви. Опис її дано в повісті «Близнюки».
Малюнок датується листом А. О. Козачковського до О. М. Бодянського від 20 вересня 1845 року.
В «Путеводителе по выставке Т. Шевченко», Л., 1939, разд. II, стор. 13, № 22, зареєстрований під назвою «В Переяславле». Під такою ж назвою малюнок репродукується в книзі М. М. Калаушина «Т. Г. Шевченко в портретах и иллюстрациях», А., 1940, стор. 76.
Вперше опубліковано під назвою «Храм Покровы Богоматери в Переяславе».